# Red C
Red C는 대한민국의 인디 록밴드이다. 2020년 싱글 앨범 [For,]로 데뷔했다.

## 방송
- 그레이트 서울 인베이전 (2022) - Top45